# الآثار الصحية لرماد الفحم

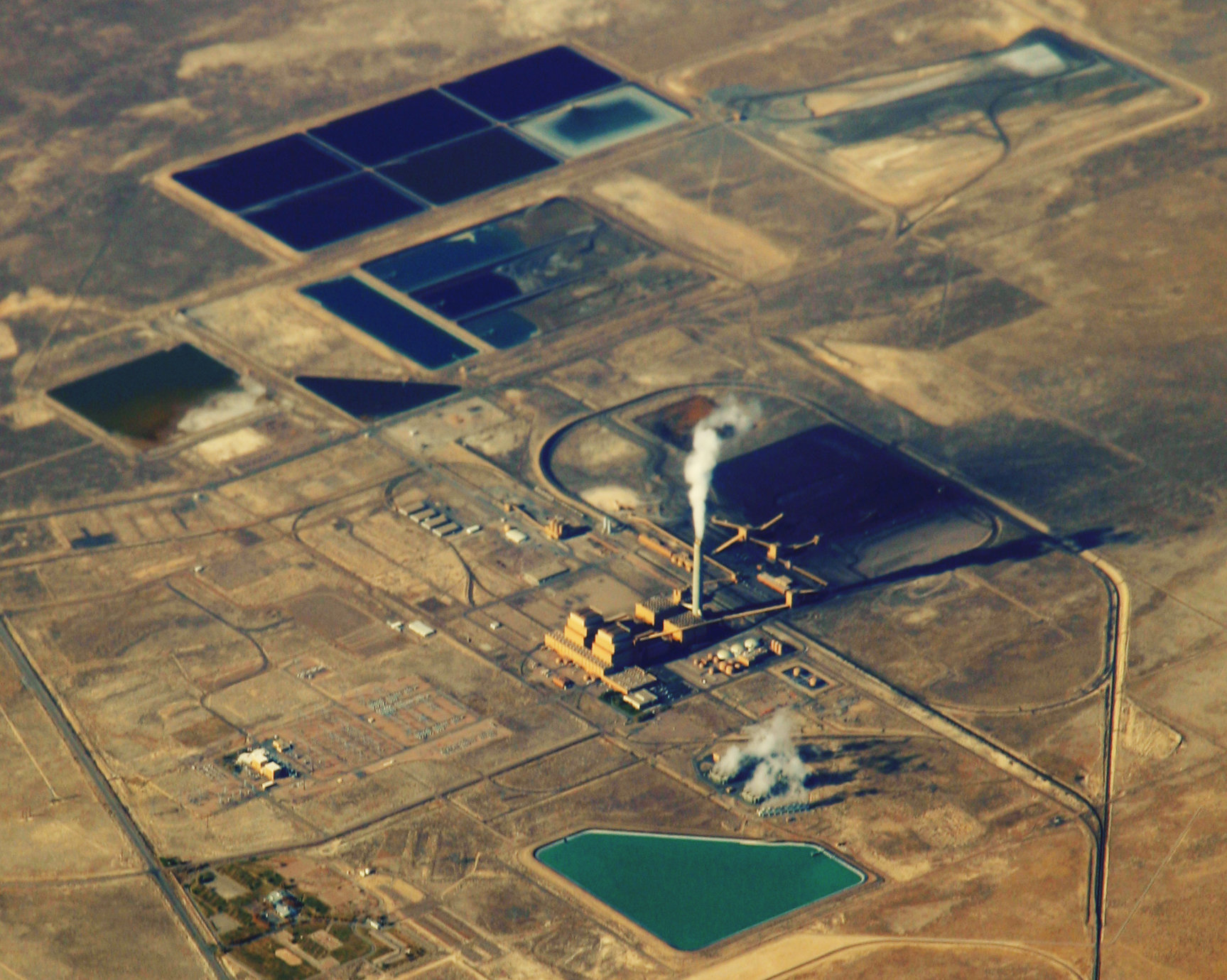

قد يحتوي رماد الفحم أو بقايا احتراق الفحم على مواد سامة تشكل خطرًا على العاملين في محطات توليد الطاقة المعتمدة على الفحم، والمقيمين بالقرب من مواقع التخلص من رماد الفحم.

## خلفية
يوجد رماد الفحم في محطات توليد الطاقة المعتمدة على الفحم حيث يُحرَق الفحم لإنتاج الكهرباء، وبشكل أكثر تحديدًا، يُسحَق الفحم ثم يُحرَق لتوليد الطاقة. تسمى الجسيمات التي تبقى بعد حرق الفحم رماد الفحم. يُخلِّف احتراق الفحم العديد من المنتجات الثانوية، وهي: خبث المراجل ومواد نزع كبريت غاز العادم والرماد السفلي والرماد المتطاير وبقايا جهاز الغسيل والسينوسفير ورماد احتراق الطبقات المميعة.
يختلف التركيب الكيميائي الموجود في رماد الفحم اعتمادًا على نوع الفحم المحروق. ومع ذلك، يحتوي معظم رماد الفحم على أكسيد الألومنيوم (Al2O3) وأكسيد الكالسيوم (CaO) وثاني أكسيد السيليكون (SiO2). قد تسبب العديد من المواد السامة الموجودة في رماد الفحم مشكلات صحية كبيرة للبشر، ومن المكونات السامة الموجودة في رماد الفحم: الزرنيخ والبورون والكادميوم والكروم والكوبالت والنحاس والرصاص والليثيوم والزئبق والموليبدينوم والسيلينيوم والثاليوم واليورانيوم.
تنتج الولايات المتحدة نحو 44.6% من الكهرباء اعتمادًا على أكثر من 450 محطة تعمل بالفحم. أُنتِج في عام 2012 نحو110 مليون طن من رماد الفحم المحروق الولايات المتحدة. أُلقي أكثر من نصف رماد الفحم المنتج في المحميات السطحية (التخزين الرطب) أو مدافن النفايات (التخزين الجاف). على وجه التحديد، يوجد نحو 1070 حوض لنفايات رماد الفحم ونحو 435 موقع لطمر النفايات في جميع أنحاء الولايات المتحدة، والمشكلة الرئيسية في مواقع التخلص هذه هي سمية الرماد المنبعث منها للبشر والبيئة؛ إذ تؤثر المواد السامة في رماد الفحم على مياه الشرب والغذاء والهواء.

## مخاوف الصحة المهنية
يحتوي رماد الفحم على العديد من المواد السامة التي تؤثر سلبًا على جسم الإنسان. ولهذا يكون الموظفون العاملون في محطات توليد الطاقة المعتمدة على الفحم أو القريبون من مواقع نفايات رماد الفحم معرضين لخطر استنشاق غبار رماد الفحم الذي قد يلحق الضرر بالرئتين عند استنشاقه، وكلما كانت جزيئات الغبار أصغر، زاد الخطر، لأنها ستتغلغل في الرئة أكثر وأكثر مسببةً أضرارًا هائلة في الجسم. إضافةً إلى ذلك، يمكن لدخان رماد الفحم أن يدخل الجسم عن طريق الأنف مسببًا ضررًا مباشرًا للدماغ. قد تسبب سمية رماد الفحم ضررًا لأجزاء الجسم الرئيسية مثل الدماغ والرئتين والقلب والكبد والكلى والمعدة والأمعاء. وبالتالي، يكون الأفراد الذين يعملون بالقرب من مواقع طرح رماد الفحم أو مدافن النفايات معرضين للعديد من المشكلات الصحية الخطيرة.

## الآثار الصحية للمكونات السامة الموجودة في رماد الفحم
الرصاص: يسبب الرصاص الموجود في رماد الفحم أضرارًا كبيرة للجهاز العصبي، وقد يسبب أيضًا أمراضًا كلوية وضعف سمع وارتفاع في ضغط الدم وتأخر نمو وتورم الدماغ وتلف الهيموغلوبين ومشاكل إنجابية لدى الذكور. تسبب المستويات المنخفضة والعالية من الرصاص الضرر لجسم الإنسان.
الكادميوم: يؤدي استنشاق غبار رماد الفحم إلى امتصاص الجسم لمستويات عالية من الكادميوم. يسبب تعرض البشر للكادميوم على مدى فترة طويلة من الزمن إلى أمراض كلوية ورئوية وضعف في العظام مما يزيد خطر حدوث الكسور والهشاشة، وقد يرتبط التعرض له بارتفاع ضغط الدم كذلك.
الكروم: قد يسبب استنشاق الكروم (VI) الموجود في رماد الفحم سرطان الرئة والربو، بينما يسبب الكروم (VI) قرحات معدية ومعوية في حال تلويث نفايات رماد الفحم لمياه الشرب، وقد يسبب الكروم (VI) تقرحات جلدية عند ملامسة رماد الفحم للجلد.
الزرنيخ: تتطور أمراض مثل سرطان المثانة وسرطان الجلد وسرطان الكلى وسرطان الرئة عند استنشاق كميات كبيرة من الزرنيخ أو تناولها بسبب التلوث برماد الفحم، وبذلك يقود التعرض للزرنيخ على مدى فترة طويلة الزمن إلى الوفاة في النهاية. تسبب المستويات المنخفضة من الزرنيخ عدم انتظام ضربات القلب والغثيان والإسهال والإقياء والاعتلال العصبي المحيطي وضعف البصر.
الزئبق: يؤدي التعرض المزمن للزئبق إلى تضرر الجهاز العصبي، وقد يسبب استنشاق الزئبق أو تناوله تأثيرات صحية مختلفة مثل: ضعف البصر والاختلاجات والتنميل وفقدان الذاكرة والأرق.
البورون: يسبب استنشاق غبار رماد الفحم والتعرض للبورون الموجود فيه الإحساس بالانزعاج وعدم الارتياح في الحلق والأنف والعينين. وقد يرتبط تناول نفايات رماد الفحم والتعرض الهضمي للبورون بتضرر الكليتين والكبد والدماغ والأمعاء.
الموليبدينوم: يسبب استنشاق الموليبدينوم من غبار رماد الفحم الإحساس بالانزعاج وعدم الارتياح في الأنف والحلق والجلد والعينين؛ ولهذا يسبب التعرض للموليبدينوم على المدى القصير ازدياد المعاناة من الأزيز والسعال. يؤدي التعرض المزمن للموليبدينوم إلى فقدان الشهية والتعب والصداع وآلام العضلات.
الثاليوم: يسبب استنشاق الثاليوم في غبار رماد الفحم اعتلالًا في الأعصاب المحيطية، وقد يسبب التعرض للثاليوم هضميًا إسهالات وإقياءات. بالإضافة إلى ذلك، يرتبط التعرض للثاليوم بمضاعفات قلبية وكبدية ورئوية وكلوية.
السيليكا: يسبب استنشاق السيليكا من غبار رماد الفحم داء السحار السيليسي، وقد يسبب التعرض المزمن له سرطان الرئة. بالإضافة إلى ذلك، يؤدي التعرض للسيليكا خلال فترة من الزمن إلى فقدان الشهية والحمى وسوء تدوير الأوكسجين وصعوبة في التنفس.

## إعادة استخدام رماد الفحم
يفيد إعادة استخدام رماد الفحم البيئة بتقليل إنتاج الغازات الدفيئة وتقليل الحاجة إلى استخدام المواد البكر. بالإضافة إلى ذلك، توفر إعادة تدوير رماد الفحم التكاليف المتعلقة بمواقع التخلص من رماد الفحم. وبالتالي، تفيد إعادة استخدام رماد الفحم البيئة والاقتصاد.
يوجد نوعان من إعادة تدوير رماد الفحم: مغلف وغير مغلف؛ يكون التدوير مغلفًا عند ربط رماد الفحم بمواد أخرى. على سبيل المثال: يمكن إعادة استخدام رماد الفحم في صناعة الإسمنت والطوب وألواح الجدران. من ناحية أخرى، يكون التدوير غير مغلف عندما لا يقترن رماد الفحم بمواد أخرى (هيئة رخوة أو طينية)، ومثال على التدوير غير المغلف لرماد الفحم هو نشر الرماد على الطرق الجليدية في فصل الشتاء.
تقلل إعادة استخدام رماد الفحم الآثار الصحية على البشر لكنها لا تلغيها، إذ يبقى العمال الذين يقومون بحفر أو قطع رماد الفحم المغلف معرضين لخطر استنشاق غبار رماد الفحم. بالإضافة إلى ذلك، يمكن للسموم الناتجة عن رماد الفحم غير المغلف أن ترشح إلى مجاري المياه لتلوث المجاري المائية فوق الأرض والتي ستلوث في النهاية إمدادات المياه الجوفية (مياه الشرب). لذلك، قد يسبب كلا شكلي رماد الفحم المعاد تدويره (المغلف وغير المغلف) مشاكل صحية خطيرة للبشر.

## القواعد التنظيمية لنفايات رماد الفحم
يوجد قانون فيدرالي وحيد في الولايات المتحدة الأمريكية متعلق بالتخلص من رماد الفحم يدعى: «التخلص من بقايا احتراق الفحم في المرافق الكهربائية»، وقد وُقِّع هذا القانون في 19 ديسمبر عام 2014.